# Френклин (Алабама)
Френклин (енгл. Franklin) град је у америчкој савезној држави Алабама. По попису становништва из 2010. у њему је живело 149 становника.

## Демографија
Према попису становништва из 2010. у граду је живело 149 становника, што је 0 (0,0%) становника више него 2000. године.
| Група             | 2000.      | 2010.      |
| Белци             | 64 (43,0%) | 71 (47,7%) |
| Афроамериканци    | 84 (56,4%) | 74 (49,7%) |
| Азијати           | 0 (0,0%)   | 2 (1,3%)   |
| Хиспаноамериканци | 1 (0,7%)   | 0 (0,0%)   |
| Укупно            | 149        | 149        |